# Église Saint-Cyrice de Saint-Cyrice
L'église Saint-Cyrice de Saint-Cyrice dite église ancienne de Saint-Cyrice est une église située à Étoile-Saint-Cyrice dans les Hautes-Alpes, en France.
Elle est inscrite au titre des monuments historiques depuis 1987.